# Lynn Hilary
Lynn Hilary is een Ierse zangeres van klassieke en Keltische muziek. Van 2007 tot 2010 maakte ze deel uit van het muziekensemble Celtic Woman.

## Levensloop
Hilary is in juni 2004 met lof geslaagd voor haar opleiding als klassieke sopraan aan het DIT College of Music in Dublin.
Hilary was de hoofdzangeres van de show Riverdance tijdens de openingsceremonie van de Special Olympics in 2003. Ze heeft ook voor Riverdance gezongen in het Gaiety Theatre in Dublin en tijdens een tournee door de Verenigde Staten, Canada en Europa. Tijdens deze tournee heeft ze ook opgetreden in de Radio City Music Hall in New York.
Hilary heeft samengewerkt met allerlei artiesten, waaronder Don Mescall, Luka Bloom, Daniel O' Donnell en Jerry Fish and the Mudbug Club. Ze heeft met het koor Anúna verscheidene televisie-optredens gegeven, waaronder Songs of Praise en BBC Proms in the Park. Daarnaast heeft ze gezongen op verscheidene albums.
In 2008 verscheen haar soloalbum Take me with you onder het label Celtic Collections.

## Discografie

### Albums
- Take me with you (2008)

- International Standard Name Identifier: 0000 0000 6179 6293
- Library of Congress Control Number: no2009086069
- MusicBrainz: 01330c28-e2f2-4201-996e-45763379cead
- Virtual International Authority File: 90510491
- WorldCat: E39PBJqbqm8cc73JYXF9Rw8Bfq